# Agustín Rodríguez Rosano
Germán Agustín Rodríguez Rosano (Montevideo, Uruguay; 10 de febrero de 1998) es un futbolista uruguayo. Juega como delantero y actualmente milita en Juventud de la Primera División de Uruguay.

## Trayectoria

### Inicios
Comenzó su carrera jugando al baby fútbol en el Club Atlético Santa Ana de Montevideo, Uruguay. Luego, pasó a las divisiones inferiores de Defensor Sporting y posteriormente al Club Atlético Wanderers de Durazno.

### Racing
En 2019, fue fichado por Racing de Montevideo, donde anotó 25 goles en 23 partidos en la Tercera División de Uruguay. Esto le permitió ascender al primer equipo y competir en la Primera División. 

### Juventud
Después de su paso por Racing, se unió a Juventud de Las Piedras.

### Nacional
En 2021, tuvo una breve experiencia en Nacional de Paraguay, pero no tuvo muchas oportunidades para disputar encuentros.

### Boston River
En 2022, llegó a Boston River, donde demostró su capacidad goleadora y se convirtió en un jugador clave para el equipo. En agosto de 2022, obtuvo el premio al jugador del mes en el Campeonato Uruguayo.

### Barcelona
En enero de 2023, se unió a Barcelona de la Serie A de Ecuador, firmando un contrato hasta el 31 de diciembre. Sin embargo, dejó el club en julio de ese mismo año por mutuo acuerdo.

### Unión La Calera
En julio de 2023 es presentado como nuevo jugador de Unión La Calera de la Primera División Chilena.

### Santa Fe
El 5 de enero de 2024 fue anunciado como nuevo jugador de Independiente Santa Fe de Colombia, convirtiéndose en el séptimo refuerzo del club para la temporada 2024. Durante su paso por el equipo, disputó 31 partidos en la Liga BetPlay Dimayor, en los que anotó 7 goles y dio 2 asistencias. Además, jugó 2 partidos en la Copa Colombia, aunque no logró marcar.
Clasificó a la final del Torneo Apertura 2024, aunque si equipo perdió frente a Atlético Bucaramanga en la tanda de penales, en la que Rodríguez falló su cobro. Rodríguez anunció su salida del club a finales de 2024, expresando su agradecimiento y deseando lo mejor para el futuro del equipo.

## Estadísticas

### Clubes
Actualizado al último partido disputado el 14 de noviembre de 2024.
| Club | Div.          | Temporada     | Liga  | Liga  | Liga  | Copas nacionales (1) | Copas nacionales (1) | Copas nacionales (1) | Copas internacionales (2) | Copas internacionales (2) | Copas internacionales (2) | Total | Total | Total |
| Club | Div.          | Temporada     | Part. | Goles | Asis. | Part.                | Goles                | Asis.                | Part.                     | Goles                     | Asis.                     | Part. | Goles | Asis. |
| --- | ------------- | ------------- | ----- | ----- | ----- | -------------------- | -------------------- | -------------------- | ------------------------- | ------------------------- | ------------------------- | ----- | ----- | ----- |
| Racing · Uruguay | 1.ª           | 2019          | 3     | 0     | 0     | —                    | —                    | —                    | —                         | —                         | —                         | 3     | 0     | 0     |
| Racing · Uruguay | Total club    | Total club    | 3     | 0     | 0     | —                    | —                    | —                    | —                         | —                         | —                         | 3     | 0     | 0     |
| Juventud · Uruguay | 2.ª           | 2020          | 19    | 6     | 0     | —                    | —                    | —                    | —                         | —                         | —                         | 19    | 6     | 0     |
| Juventud · Uruguay | 2.ª           | 2021          | 1     | 0     | 0     | —                    | —                    | —                    | —                         | —                         | —                         | 1     | 0     | 0     |
| Juventud · Uruguay | Total club    | Total club    | 20    | 6     | 0     | —                    | —                    | —                    | —                         | —                         | —                         | 20    | 6     | 0     |
| Nacional Paraguay | 1.ª           | 2021          | 4     | 0     | 0     | —                    | —                    | —                    | 1                         | 0                         | 0                         | 5     | 0     | 0     |
| Nacional Paraguay | Total club    | Total club    | 4     | 0     | 0     | —                    | —                    | —                    | 1                         | 0                         | 0                         | 5     | 0     | 0     |
| Boston River · Uruguay | 1.ª           | 2022          | 28    | 9     | 0     | 1                    | 0                    | 0                    | —                         | —                         | —                         | 29    | 9     | 0     |
| Boston River · Uruguay | Total club    | Total club    | 28    | 9     | 0     | 1                    | 0                    | 0                    | —                         | —                         | —                         | 29    | 9     | 0     |
| Barcelona · Ecuador | 1.ª           | 2023          | 10    | 3     | 0     | —                    | —                    | —                    | 6                         | 0                         | 0                         | 16    | 3     | 0     |
| Barcelona · Ecuador | Total club    | Total club    | 10    | 3     | 0     | —                    | —                    | —                    | 6                         | 0                         | 0                         | 16    | 3     | 0     |
| Unión La Calera · Chile | 1.ª           | 2023          | 12    | 4     | 1     | —                    | —                    | —                    | —                         | —                         | —                         | 12    | 4     | 1     |
| Unión La Calera · Chile | Total club    | Total club    | 12    | 4     | 1     | —                    | —                    | —                    | —                         | —                         | —                         | 12    | 4     | 1     |
| Santa Fe · Colombia | 1.ª           | 2024          | 31    | 7     | 2     | 2                    | 0                    | 0                    | —                         | —                         | —                         | 33    | 7     | 2     |
| Santa Fe · Colombia | Total club    | Total club    | 31    | 7     | 2     | 2                    | 0                    | 0                    | —                         | —                         | —                         | 33    | 7     | 2     |
| Total carrera | Total carrera | Total carrera | 108   | 29    | 3     | 3                    | 0                    | 0                    | 7                         | 0                         | 0                         | 118   | 29    | 3     |
| (1) Incluye datos de Copa Colombia (2024) y Copa AUF Uruguay (2022).(2) Incluye datos de la Copa Sudamericana (2021 y 2023) y Copa Libertadores (2023). |               |               |       |       |       |                      |                      |                      |                           |                           |                           |       |       |       |